# جيم باتلر
جيم باتلر (بالإنجليزية: Jim Butler)‏ هو سياسي أمريكي، ولد في 15 ديسمبر 1969 في دايتون في الولايات المتحدة. حزبياً، نشط في الحزب الجمهوري. وقد انتخب عضو مجلس نواب أوهايو.

## وصلات خارجية
- الموقع الرسمي